# Benny Dröscher
Benny Dröscher (født 1971 i Aalborg) er en dansk billedhugger og maler, uddannet på Det Jyske Kunstakademi. Dröschers stil er svært definérbar: Han er blevet sat i forbindelse med både guldaldermalerne og surrealisterne. Hans værker er bl.a. repræsenteret i følgende offentlige samlinger: Kobberstiksamlingen på Statens Museum for Kunst, Arken – Museet for moderne kunst, Malmø Konstmuseum, Trapholt i Kolding, Statens Kunstfond, Kastrupgaardsamlingen, StatoilHydro Art Collection i Norge, Nykredit, Novo Nordisk, Nordea i Norge.

## Eksterne kilder og henvisninger
- kunstonline.dk Arkiveret 20. februar 2009 hos  Wayback Machine
- Benny Dröscher på Kunstindeks Danmark/Weilbachs Kunstnerleksikon